# Gregorius Dagsson
Gregorius Dagsson (även Gregorius Dagson), död 1161, var en norsk herreman under 1100-talet, och var son till Dag Eilivsson, som grundlade Gimsö kloster (Gimsøy kloster), och genom sin mor Ragnhild Skoftesdotter släkt med Giske-ätten. Han skildras som en av de främsta bland lendemennen på sin tid och bodde på gården i Bratsberg.
Efter att han ådragit sig kung Sigurd Munns vrede begav han sig till dennes bror kung Inge Krokrygg och blev hans främsta stöd under de följande oroligheterna, då Inges bröder, Sigurd och Öystein, kämpade om makten i riket. Gregorius Dagson attackerade först Sigurd och dödade honom i Bergen 1155 och då Öystein ville hämnas dråpet, överrumplade Gregorius Dagsson honom några år därefter i Foss socken i Ranrike, varvid Öystein övergavs av sitt folk och stupade. Då senare Sigurd Munns son Håkon Herdebrei antog konunganamn, var Gregorius Dagsson en av anförarna för den här som 1159 besegrade honom vid Kungahälla.
När Gregorius Dagsson i januari 1161 med ett litet följe genomförde ett anfall mot Håkons bönder, som stod vid Bäveån i närheten av Uddevalla kyrka, blev han dödad. Hans lik jordades vid Gimsö kloster, där hans syster Baugeid var abbedissa.
Gregorius Dagsson har fått ett kvarter och en vårdcentral uppkallade efter sig i Uddevalla.